# Stockholms Saxofonkvartett
Stockholms Saxofonkvartett är en svensk saxofonkvartett. De har fått över 700 nya verk skrivna för ensemblen och arbetar ofta i nära samarbete med svenska och internationella tonsättare.

## Musiker
- Sven Westerberg - sopransax
- Jörgen Pettersson - altsax
- Leif Karlborg - tenorsax
- Linn Persson - barytonsax

## Repertoar i urval
Javier Alvarez, Ylva Q Arkvik, Sven-Erik Bäck, Csaba Deák, Sergei D Viluman, Franco Donatoni, Karólína Eiríksdóttir, Anders Eliasson, Rolf Enström, Dror Feiler, Göran Gamstorp, Madeleine Isaksson, Johan Jeverud, Ingvar Karkoff, Maurice Karkoff, Mats Larsson Gothe, Christer Lindwall, Cristian Marina, Sten Melin, Arne Mellnäs, Jan W. Morthenson, Ester Mägi, Satoshi Ohmae, Kent Olofsson, Åke Parmerud, Henri Pousseur, Karin Rehnqvist, Bo Rydberg, Marie Samuelsson, Sven-David Sandström, Peter Schuback, Patrice Sciortino, Henrik Strindberg, Erkki-Sven Thüür, Klas Torstensson, Klaas de Vries, Iannis Xenakis

## Diskografi i urval
- Vivax(PSCD 32, 1990) Csaba Deák: Quintet for Alto Saxophone and String Quartet (1988). Soloist Jörgen Pettersson.
- Stockholm Saxophone Quartet (CAP 21399, 1992). Works by nine Swedish composers.
- Stockholm Symphonic Wind Orchestra (CAP 21414, 1992) Concerto for Alto Saxophone and Wind Orchestra. Soloist Jörgen Pettersson.
- Saxophone con Forza (PSCD 81) Jörgen Pettersson. Works by eight Swedish composers.
- Stockholm Saxophone Quartet - LINKS (CAP 21517, 1997).
- Encores (PSSACD 146, 2004)